# Standleya limae
Standleya limae är en måreväxtart som beskrevs av Alexander Curt Brade. Standleya limae ingår i släktet Standleya och familjen måreväxter. Inga underarter finns listade i Catalogue of Life.